# Ted Lange
Pour les articles homonymes, voir Lange.
Theodore William Lange est  un acteur, réalisateur et producteur de films et séries télévisées américain. 
Né le 5 janvier 1948, il s'est notamment fait connaître grâce à la célèbre série culte : La croisière s'amuse, interprétant le rôle du barman "Isaac Washington" de 1977 à 1987.

## Filmographie
- 1973 : Wattstax (film documentaire) de Mel Stuart : témoin du festival de musique Wattstax du 20/08/1972, sa première apparition
- 1973 : Blade de Ernest Pintoff : Henry Watson
- 1977-1987 : La croisière s'amuse (The Love Boat) : Isaac Washington le barman